# Parque nacional Archipiélago de Los Roques
El parque nacional Archipiélago de Los Roques es un espacio protegido en el mar Caribe al norte de Venezuela. Fue fundado en 1972, bajo la presidencia de Rafael Caldera, abarcando sobre todo el archipiélago Los Roques, un extenso atolón coralino de 36 km de oeste a este y 24,6 km de norte a sur, formado por unas 50 islas y unos 292 cayos y bancos. De gran diversidad y belleza escénica, está localizado en las Antillas Menores, casi en línea recta al norte de la ciudad de Caracas y de La Guaira.
La única isla con población permanente es Gran Roque de 1,7 km² y con unos 1200 habitantes. Otra islas y cayos importantes para el turismo son Francisquí, Crasquí, Madrisquí, Pirata, Fernando, Noronquí y Dos Mosquises. Las compras y la diversión nocturna no forman parte de los atractivos de Gran Roque. Los restaurantes son sencillos, no hay cines ni discotecas.
El parque tiene uno de los arrecifes de coral más diversos y mejor conservados del mar Caribe. La mayor limitación para el desarrollo turístico, además de su condición de parque nacional que establece rígidos controles a las actividades comerciales, es la carencia de ríos y otras fuentes de agua dulce permanentes.
De Los Roques proviene el 90% de las langostas que se consumen en Venezuela. Desde la década de 1990, la pesca fue desplazada por el turismo como principal actividad económica. 
El punto más elevado tiene apenas 130 m sobre el nivel del mar. El sur del archipiélago tiene profundidades hasta de 1700 m, con niveles progresivamente menores hacia el norte, donde la profundidad promedio no supera los 15 m.

## Historia
Se estima que la presencia humana en Los Roques se remonta a fines del primer milenio de nuestra era. Según estudios arqueológicos recientes, el archipiélago fue destino frecuente de indígenas navegantes proveniente del lago de Valencia y la costa central de Venezuela, los cuales llegaban para realizar fiestas rituales y para la recolección de botutos, la pesca, la caza de tortugas así como la extracción de sal. Más adelante, durante la época colonial, se hizo frecuente la llegada de personas atraídas por las perlas, la sal y el mangle. Contrabandistas y piratas usaron sus intrincadas costas como escondite.
En la segunda mitad del siglo XIX, el gobierno de Venezuela firmó un acuerdo con un empresario neerlandés para la extracción de guano, actividad llevada a cabo principalmente por gente de Aruba, Bonaire y Curazao. A ellos debemos los curiosos nombres de muchas de las islas, terminados en la sílaba quí derivada de la palabra inglesa key, que significa cayo.
A mediados del siglo XX comenzaron a establecerse en forma permanente pescadores venezolanos de la Isla de Margarita, inicialmente en ocho de las islas y desde la creación del parque nacional, solamente en Gran Roque.

## Geografía
Con 221.120 hectáreas (incluyendo áreas terrestres y marinas), es el parque marino de mayor extensión de todo el mar Caribe. Con más del 80% de superficie sumergida .El clima es muy fresco, con temperatura anual promedio de 28 °C y precipitación anual promedio de 250 mm.

### Ubicación
En el mar Caribe, entre las coordenadas 11° 58' 36" y 11° 44' 26" de latitud norte y 66° 57' 26" y 66° 36' 25" de longitud oeste. El archipiélago forma parte de las Dependencias Federales de Venezuela y está a unos 130 km de tierra firme. Los Roques forman parte de las Antillas Menores o Islas de Sotavento.

### Acceso

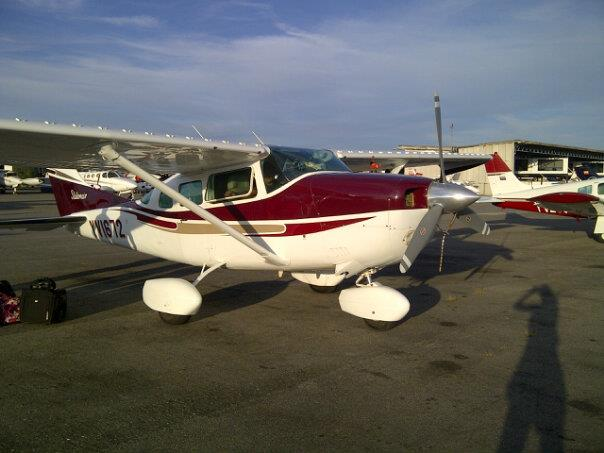
Por medio de vuelos el 85% de los turistas que llegan a Los Roques

El resto puede acceder a través del TAP (Transporte Acuático de Pasajeros) el cual tiene una capacidad de 45 personas y se pueden adquirir sus pasajes en bolipuertos de la guaira o a través de operadores turísticos, es ahora mismo la opción más accesible, sólo un 15% de los visitantes llega por agua. Para quien no tenga acceso a un yate o velero, la mejor alternativa es esa para quienes no puedan tener acceso a vuelos, yates o veleros.

### Fauna

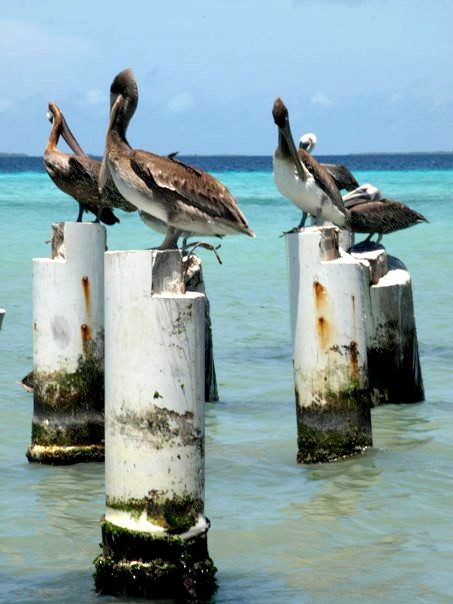
Pelecanus occidentalis

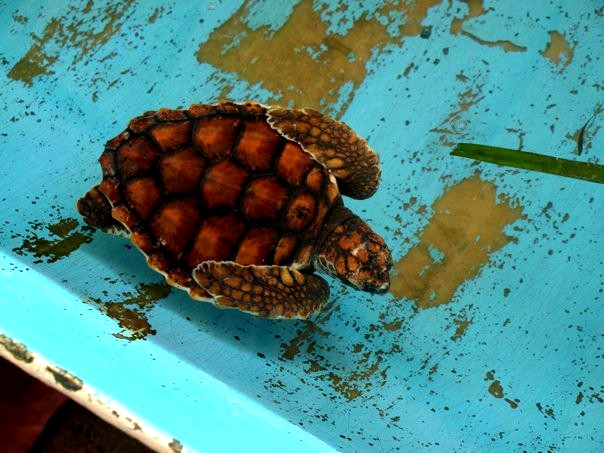
Chelonia mydas

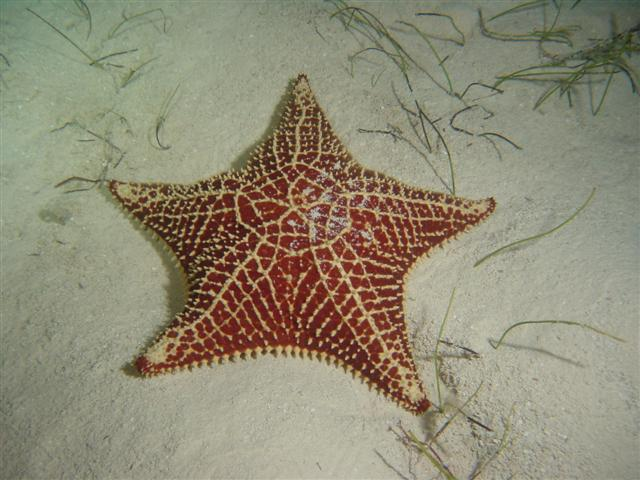
Oreaster reticulatus

Debido a las condiciones ambientales extremas y la carencia de agua dulce, los animales terrestres no abundan. La lista se limita a algunas especies de iguanas y lagartijas, arañas e insectos. El murciélago pescador (Noctilio leporinus) es el único mamífero terrestre autóctono.
Es en el agua donde la inmensa riqueza se vuelve evidente: 307 especies de peces, 200 especies de crustáceos, 140 especies de moluscos, 61 especies de corales, 60 especies de esponjas y 45 especies de erizos y estrellas de mar.
 Abundan los delfines, ballenas, mantarrayas (Manta birostris) y tortugas.
Los animales más representativos son la tortuga verde (Chelonia mydas), el botuto o caracol reina rosado (Strombus gigas), la langosta espinosa (Panulirus argus), peces típicos de los arrecifes de coral y 92 especies de aves. Los Roques es punto de encuentro de unas 50 especies de aves migratorias de América del Norte. Entre las aves más frecuentes está el pelícano pardo (Pelecanus occidentalis), dos especies de pájaro bobo, el de patas coloradas (Sula sula) y el piquero café (Sula leucogaster) y la gaviota guanaguanare (Larus atricilla). También pueden observarse flamencos (Phoenicopterus ruber).
En el archipiélago anidan regularmente cuatro tipos de tortugas que están en la lista de especies amenazadas a nivel mundial: tortuga cabezona o caguama (Caretta caretta), tortuga verde o blanca (Chelonia mydas), tortuga laúd o cardón (Dermochelys coriacea) y tortuga carey (Eretmochelys imbricata).

### Flora

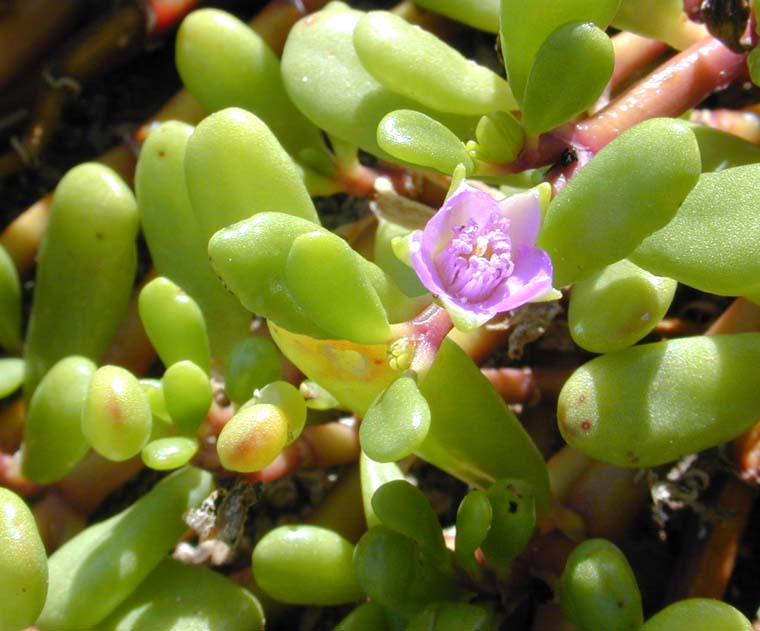
Sesuvium portulacastrum

Varias especies de mangle (Rhizophora mangle, Avicennia germinans, Laguncularia racemosa y Conocarpus erectus), extensas praderas de fanerógamas marinas (Thalassia testudinum), especies halófitas como hierba de vidrio, verdolaga roja o campanilla de playa (Sesuvium portulacastrum), cactus como la tuna guasábara (Opuntia caribea) y el buche o melón (Melocactus caesius).

### Geología
La roca original que le sirve de base se originó hace unos 40 millones de años, en el Cretáceo Superior. Sobre ella se acumularon sedimentos calcáreos provenientes de caracoles, corales y otros residuos marinos. Con el aumento drástico del nivel de las aguas durante la última glaciación, se facilitó el crecimiento de los arrecifes que forman dos barreras bien definidas al norte y al sur. Éstos, a su vez, facilitaron con su efecto protector la formación de islas y cayos.
El origen del archipiélago como lo conocemos hoy es - geológicamente hablando - muy reciente, ya que data de hace apenas 10 000 a 15 000 años. Los Roques tienen la particularidad de ser el único atolón coralino del mundo en cuya formación no hubo procesos volcánicos.

## Atractivos turísticos

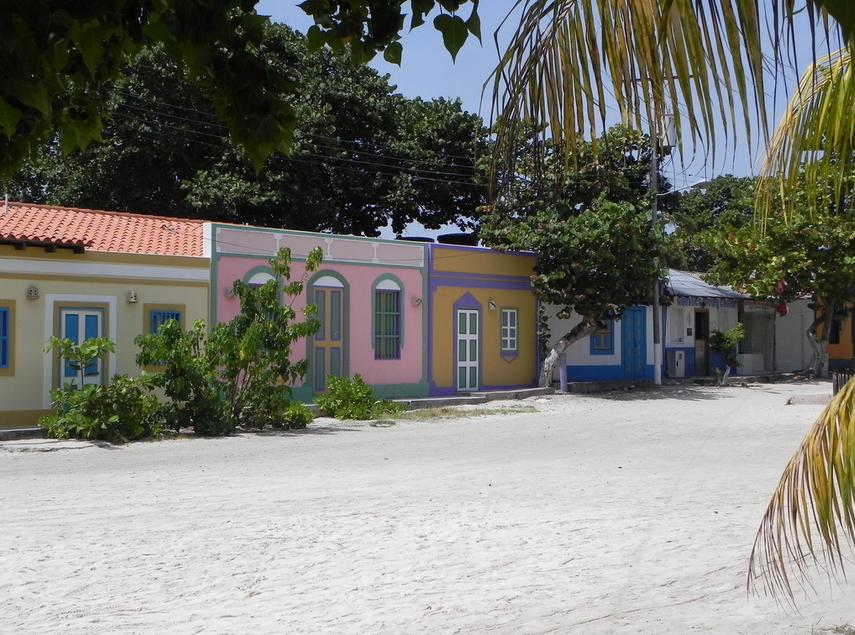
Calles de arena en Los Roques

Playas de arenas blancas, navegación recreativa en diversos tipos de embarcaciones como kayak, velero, bote de remo y catamarán (en todo el parque se impone un límite de 80 pies de eslora); Kitesurf windsurf, buceo o submarinismo sin tanques, pesca deportiva con caña, observación de aves y excursiones a pie. El Instituto Nacional de Parques (INPARQUES), el organismo estatal encargado del cuidado y manejo del parque. 
Otros atractivos turísticos son la festividad de la Virgen del Valle, anualmente en la segunda semana de septiembre, y el Festival de la Langosta en noviembre, cuando comienza la temporada de pesca .